# Hwang Dae-heon
Hwang Dae-heon, né le 5 juillet 1999, est un patineur de vitesse sur piste courte sud-coréen.

## Biographie
Il considère les deux patineurs coréens Viktor Ahn et Noh Jin-kyu comme ses modèles.

## Carrière
Hwang Dae-heon est médaillé d'or du 1 000 mètres aux Jeux olympiques de la jeunesse d'hiver de 2016 à Lillehammer.
À la première manche de la Coupe du Monde de short-track à Budapest en octobre 2017, il remporte deux médailles d'argent (1000m et 1500m), une médaille de bronze (500m), et une quatrième place au relais.
À la deuxième manche de la Coupe du monde, il arrive premier au 1500 mètres, devant le Hongrois Shaolin Sandor Liu et le Canadien Charles Hamelin. Il se place troisième au 500 mètres, derrière Samuel Girard et Sjinkie Knegt. Au 1000 mètres, il tombe et ne finit pas la course en quarts de finale. Au relais, il tombe à nouveau et se blesse au genou.
À la troisième manche de la Coupe du monde, à Shanghai, il remporte le 1500 mètres devant Sjinkie Knegt et Kim Do-kyoum. Il tombe en finale B du 500 mètres, arrivant 8e au classement de la distance. Au 1000 mètres, il tombe à la suite d'une faute de Charles Hamelin et ne finit pas la course. Au relais, avec Kim Do-kyoum, Park Se-Yeong et Kwak Yoon-gy, il obtient la médaille d'argent derrière l'équipe américaine.
Lors de la quatrième et dernière manche de la Coupe du monde, à Séoul, il ne participe pas au 500 mètres. Il arrive deuxième au 1500 mètres, derrière le Canadien Charles Hamelin. Il arrive deuxième au 1000 mètres derrière Shaolin Sandor Liu.
Sur l'ensemble du circuit de Coupe du monde, il est premier au 1500 mètres.
Il arrive deuxième du 500 mètres aux Jeux olympiques de 2018. Aux Championnats du monde de patinage de vitesse sur piste courte 2018, il remporte le 500 mètres.
Aux Jeux olympiques d'hiver de 2022 à Pékin, il est sacré champion olympique du 1 500 mètres.